# Кліфф Янґ

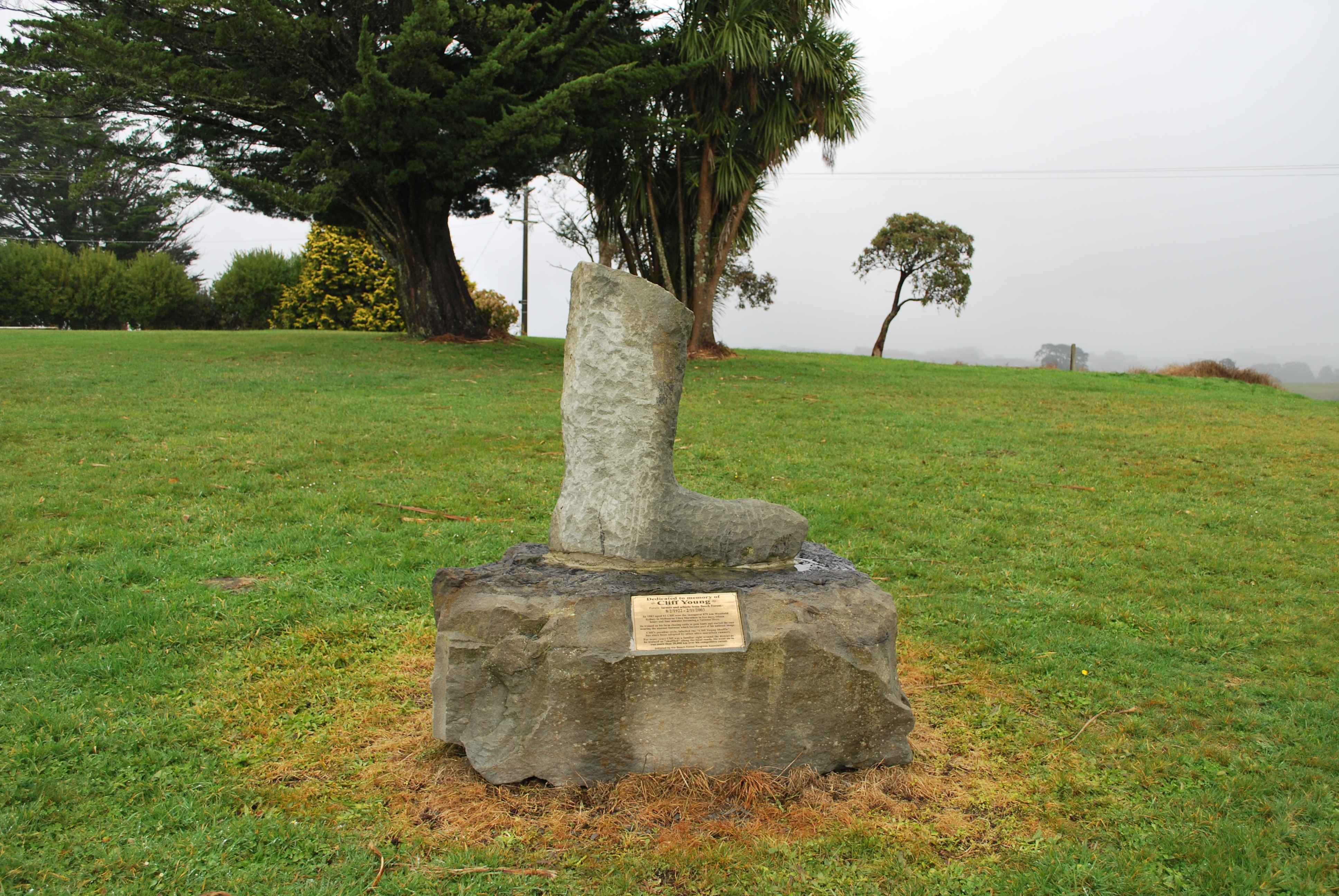
Меморіал Кліффа Янґа у формі гумового чобота. Біч-Форест, Вікторія, Австралія

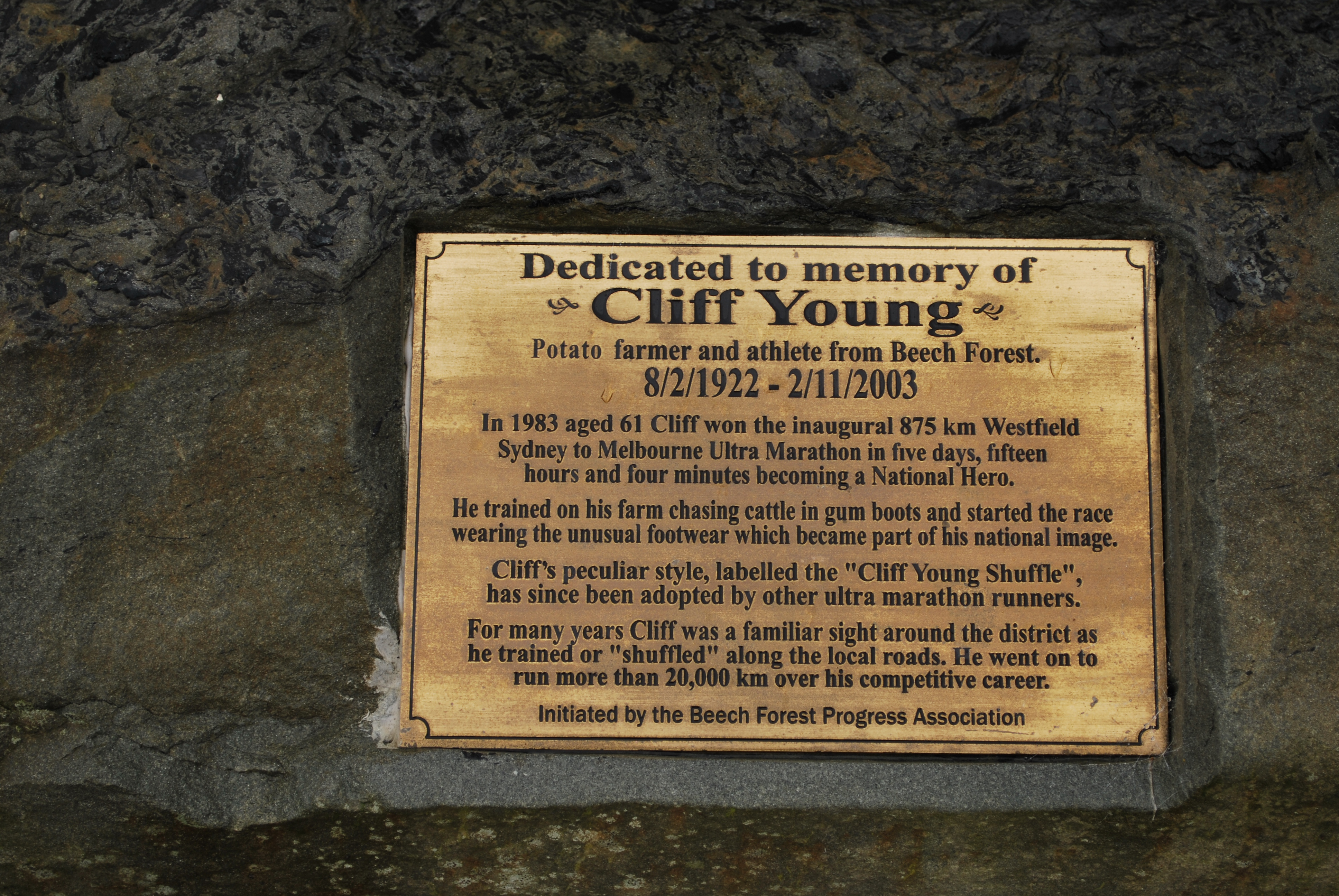
Табличка на меморіалі Кліффа Янґа

Альберт Ернест Кліффорд «Кліфф» Янг (англ. Albert Ernest Clifford "Cliff" Young, 8 лютого 1922 року — 2 листопада 2003 року) — австралійський фермер і супермарафонець із Біч-Форест. Став відомим після перемоги в супермарафоні Сідней — Мельбурн у віці 61 рік. Нагороджений Орденом Австралії.

## Життєпис
Кліффорд, старший син Марії і Альберта Ернеста Янгів, народився 8 лютого 1922 року. Дитинство провів на сімейній фермі, площею 2000 акрів (8,1 км²), в південно-західній частині штату Вікторія. Бігом він зайнявся в 57 років.

### Супермарафон Сідней—Мельбурн
В 1983 році виграв супермарафон Сідней—Мельбурн.
Дистанція австралійського супермарафону від Сіднея до Мельбурна становила того року 875 км, що займає більше 5 днів від старту до фінішу. У забігу зазвичай беруть участь легкоатлети світового класу, які спеціально тренуються для цієї події. Він пробіг супермарафон у помірному темпі. 
Поширена версія, що Кліфф не спав впродовж марафону, бо не знав, що таке дозволене правилами. Насправді він спав, але менше ніж це було розповсюджено до його забігу через помилку його тренера. . Кліфф Янґ подолав забіг на 875 кілометрів за 5 днів, 15 годин і 4 хвилини.
В 1984 він був другим, в 1985 та 1986 не фінішував, в 1987 був 14 у віці 65 років.

### Після спорту
У 1997 році, у віці 76 років, Кліфф Янг спробував пробігти навколо Австралії, щоб зібрати гроші для безхатніх дітей. У нього вийшло пробігти 6,520 кілометрів з 16,000 до того, як єдина людина з його команди захворіла.
Після п'яти років хвороби він помер від раку в 17:21 2 листопада 2003 у віці 81 року.